# Stenygra cosmocera
Stenygra cosmocera är en skalbaggsart som beskrevs av White 1855. Stenygra cosmocera ingår i släktet Stenygra och familjen långhorningar.
Artens utbredningsområde är Paraguay. Inga underarter finns listade i Catalogue of Life.